# Jalousie (Munch)
Pour les articles homonymes, voir Jalousie (homonymie).
Jalousie ((no)Sjalusi) est une série de tableaux du peintre norvégien Edvard Munch. Munch a peint ce thème à plusieurs reprises tout au long de sa vie : il n'existe pas moins de 11 versions de Jalousie.
Le premier tableau a été réalisé en 1895 et le dernier dans les années 1930. Munch a également réalisé quatre lithographies et une pointe sèche sur ce thème.
La peinture est de style expressionniste. La version de 1895, peut-être la plus célèbre, est exposée à la collection Rasmus Meyer à Bergen et mesure 67 × 100 centimètres. Huit versions sont au musée Munch à Oslo et une version au Städel Museum de Francfort (en prêt d'une collection privée). Une autre version, exécutée entre 1898 et 1900, intitulée Jalousie dans la salle de bain  a été vendue chez Sotheby's en 1982, mais sa localisation actuelle n'est pas connue.